# 内野宇一
内野 宇一（うちの ういち、1899年（明治32年）7月29日 - 1979年（昭和54年）10月18日）は、大日本帝国陸軍軍人。最終階級は陸軍少将。

## 経歴
1899年（明治32年）に福岡県で生まれた。陸軍士官学校第32期、陸軍大学校第45期卒業。1940年（昭和15年）3月9日に第14師団参謀に就任。11月13日には第104師団参謀長（第23軍）に転じ、日中戦争に出動し、広東に駐屯。1941年（昭和16年）3月に陸軍大佐に進級し、1942年（昭和17年）4月に第16軍高級参謀に就任して、ジャワ攻略戦終了後のジャワ島に出征。1943年（昭和18年）10月に第46師団参謀長に就任し、豪北方面に転じた。
1945年（昭和20年）3月1日に陸軍少将に進級し、4月7日に西部軍管区司令部附を経て、4月15日に第56軍参謀長（第2総軍・第16方面軍）に転じ、内地に帰還。福岡県飯塚で本土決戦に備える中で終戦を迎えた。終戦後の10月18日には福岡連隊区司令官に就任した。
1947年（昭和22年）11月28日、公職追放仮指定を受けた。